# Ken McGregor
Pour les articles homonymes, voir McGregor.
Kenneth "Ken" Bruce McGregor, né le 2 juin 1929 à Adélaïde (Australie) et mort le 1er décembre 2007 dans la même ville, est un joueur de tennis australien.
Vainqueur de l'Open d'Australie en 1952, il a par ailleurs gagné 7 tournois du Grand Chelem en double messieurs et 1 en double mixte. Il forme avec son partenaire de double Frank Sedgman une paire redoutable, généralement considérée comme l'une des plus grandes équipes de tous les temps. Ils sont les seuls à ce jour à avoir réalisé le grand chelem en double messieurs en 1951.
Il est membre du International Tennis Hall of Fame depuis 1999.

## Palmarès en Grand Chelem

### En simple
- Championnats d'Australie : vainqueur en 1952, finaliste en 1950 et 1951
- Internationaux de France : demi-finaliste en 1951 et 1952
- Tournoi de Wimbledon : finaliste en 1951

### En double
- Championnats d'Australie : vainqueur en 1951 et 1952
- Internationaux de France : vainqueur en 1951 et 1952
- Tournoi de Wimbledon : vainqueur en 1951 et 1952
- US Open : vainqueur en 1951, finaliste en 1952

### En double mixte
- US Open : vainqueur en 1950